# Dietrich Bonhoeffer
Dietrich Bonhoeffer (n. 4 februarie 1906, Breslau, azi Wroclaw - d. 9 aprilie 1945 în lagărul de concentrare Flossenbürg) a fost un pastor evanghelic-lutheran, opozant al național-socialismului.